# Sébastien Nadot

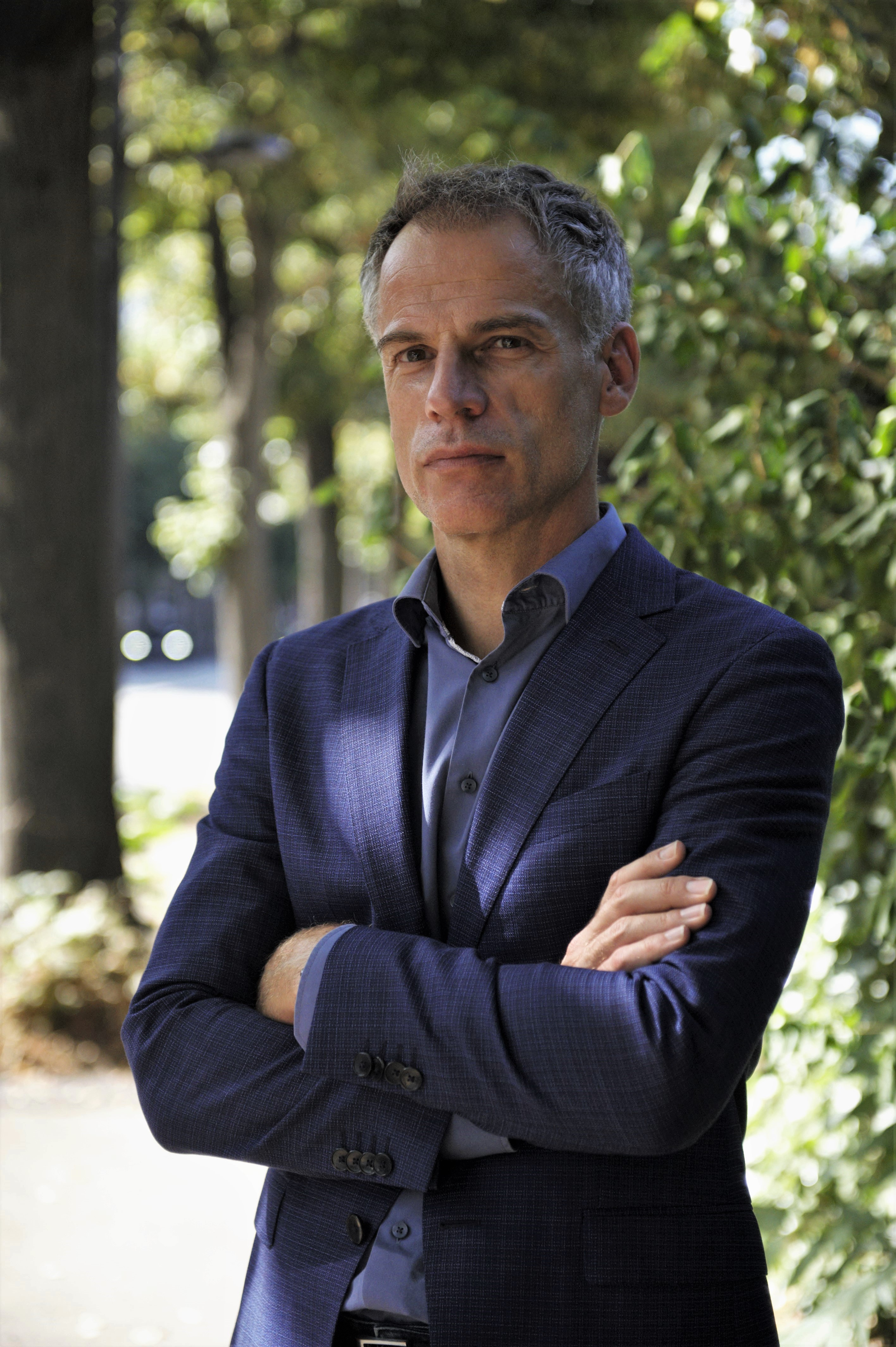
Sébastien Nadot, 2021

Sébastien Nadot (* 8. Juli 1972 in Fleurance) ist ein französischer Historiker, außerordentlicher Professor für Leibeserziehung und Sport, Schriftsteller und Politiker. 2017 wurde er für La République en Marche zum Abgeordneten des 10. Wahlkreises des Départements Haute-Garonne in der französischen Nationalversammlung gewählt.
Im Mai 2020 schloss er sich zusammen mit anderen ehemaligen Mitgliedern von En Marche der neuen Fraktion Écologie Démocratie Solidarité an.